# Fort Faron
Le fort Faron est un fort situé sur le mont Faron, à Toulon dans le département du Var.

## Description
Le fort occupe un replat aménagé du versant sud du mont Faron, à l'extrémité Est de la montagne, à une altitude 394 mètres, avec vue panoramique sur la rade de Toulon. À 600 mètres de distance vers le nord/nord-est, il est dominé par le fort de la Croix Faron, qui culmine à 563 mètres. Les deux forts sont reliés directement de fossé à fossé par l'ouvrage de retranchement défensif dit crémaillère du Faron, gravissant la pente du versant.
Sa longueur maximale est de 53,50 mètres dans le grand axe est-ouest. Le fort Faron s'apparente plutôt à une redoute pentagonale bastionnée.

## Historique
En 1766, un programme de fortification du mont Faron, initié par Nicolas-François Milet de Monville, prévoit la construction d'une redoute casematée et d'une lunette, cette dernière étant achevée avec huit canons tandis que la redoute reste incomplète.
À partir de 1836, un nouveau projet relance les travaux avec des bastions et des mâchicoulis-arcades, et en 1844, le fort est finalisé tandis que la lunette est retouchée. Entre 1868 et 1877, une « enveloppe » armée à longue portée est construite, simultanément le fort est connecté au fort de la Croix Faron. Il  permettait de loger jusqu'à 200 hommes.
Le fort est inscrit au titre des monuments historiques en 2021.